# 宇治市立笠取第二小学校
宇治市立笠取第二小学校（うじしりつ かさとりだいにしょうがっこう）は、京都府宇治市炭山直谷にある公立小学校。

## 概要
宇治市の山間部を校区とする小学校で、明治時代からの歴史を誇っている。過疎地に立地するため、宇治市立笠取小学校とともにへき地教育を実施している。

## 沿革
- 1906年 - 創立
- 1941年4月 - 国民学校令により、笠取第二国民学校へ改称
- 1947年4月 - 学制改革により、笠取第二小学校へ改称
- 1951年4月 - 宇治市成立に伴い宇治市立笠取第二小学校へ改称
- 1966年4月 - 完全給食開始
- 1974年8月 - プール竣工
- 1975年1月 - 複々式授業を解消
- 1977年4月 - 1・2年の複式授業を解消
- 1979年4月 - 普通教室にカラーテレビ設置
- 1984年3月 - 校舎全面改築竣工
- 1985年3月 - 体育館竣工
- 1998年4月 - へき地マルチメディア研究開発校指定

## 主な進学先
- 宇治市立木幡中学校

## 通学区域が隣接している学校
- 宇治市立笠取小学校
- 京都市立醍醐小学校
- 京都市立日野小学校
- 宇治市立御蔵山小学校
- 宇治市立三室戸小学校
- 宇治田原町立宇治田原小学校
- （滋賀県）大津市立大石小学校
- （滋賀県）大津市立南郷小学校